# Sickla kanal

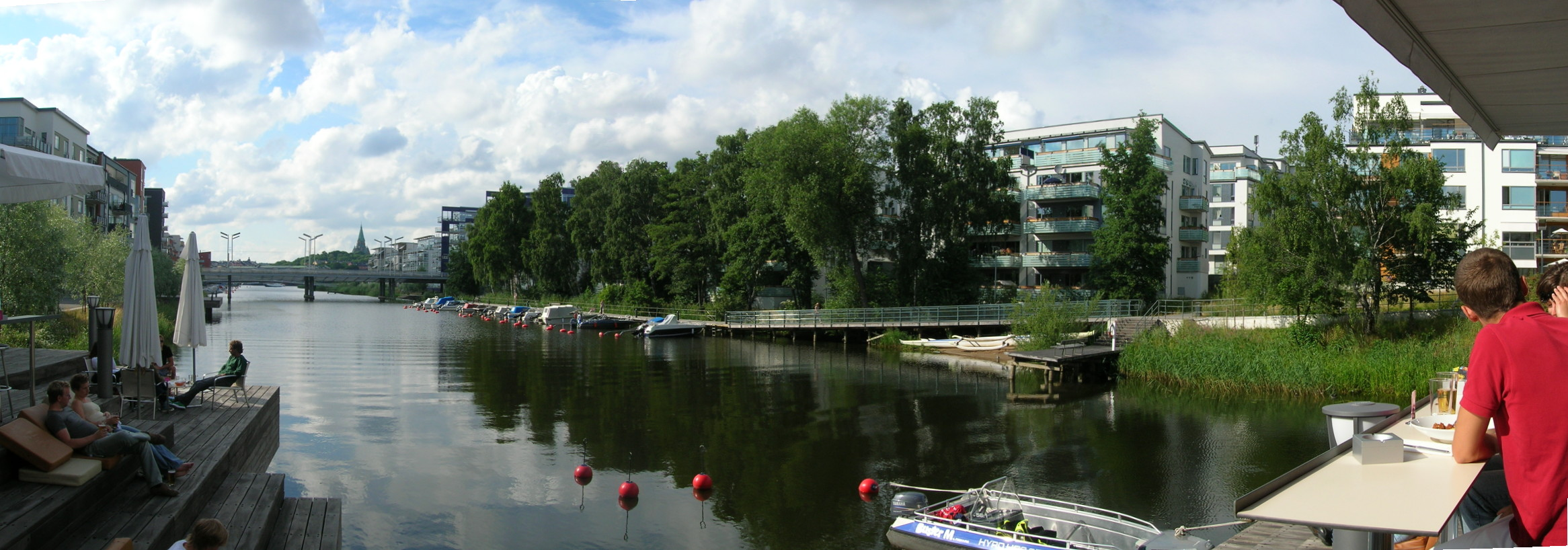
Sickla kanal från öster, i bakgrunden syns Hammarby sjö och Sofia kyrka.

Sickla kanal är en vattenväg/kanal som förbinder Hammarby sjö med Sicklasjön via Sickla sluss.
Kanalens västra del går genom området Hammarby sjöstad i stadsdelen Södra Hammarbyhamnen i Stockholms stad och bildar gräns mellan delområdena Sickla udde i norr och Sickla kaj i söder. Kanalens östra del bildar gräns mellan bostadsområdet Sickla strand i Nacka kommun på den norra sidan och grönområdet omkring Hammarbybacken i stadsdelen Björkhagen i Stockholms kommun på den södra sidan.
Sträckan väster om slussen är cirka 500 meter lång. Längs med dess norra sida löper en vasskantad och trädäckad strandpromenad med gott om sittplatser samt en och annan förtöjningsbrygga. Kanalens södra sida har en stramare, mer stadslik kaj i massiv betong och sten samt träbryggor. Här finns merparten av kanalens 124 båtplatser som tillhandahålls av Stockholms stads idrottsförvaltning.  Sträckan öster om slussen är också cirka 500 meter och har naturstränder.
Kanalen korsas av tre större broar, Sicklauddsbron, Allébron och Sickla kanalbro, samt ett antal mindre gång- och cykelbroar.

## Historik
Fram till 1920-talet låg Hammarby sjö och Sicklasjön på samma nivå. Här förekom en del båttrafik, bland annat gick det fram till 1913 ångslupen S/S Nackanäs (det fanns totalt tre ångfartyg med detta namn) mellan Södermalm (Barnängens brygga) och Sicklasjön/Järlasjön. Många lockades till Nackanäs värdshus. När värdshuset förlorade sina spriträttigheter upphörde trafiken.
När Hammarbyleden byggdes sänktes Hammarby sjö från 4,8 meter över havet till havsnivå. På grund av sjösänkningen beslöts 1928 att anlägga Sickla kanal med Sickla sluss, och kanalen öppnades 1931. Fartygstrafiken har aldrig varit omfattande, men sedan 1994 bedriver M/S Ran begränsad trafik längs den gamla farleden från Hammarby sjö till Nacka via Sickla sluss. Slussen var avstängd under perioderna 1978–1984 och 1999–2003.
1999-2003 byggdes två låga vägbroar strax uppströms (öster om) den ursprungliga slussen. Därför byggdes ytterligare en sluss uppströms de två vägbroarna, varigenom lämplig vattennivå för båtpassage under dessa nu finns. Sickla Kanal har således två slussar som båda passeras vid slussning.

## Bilder

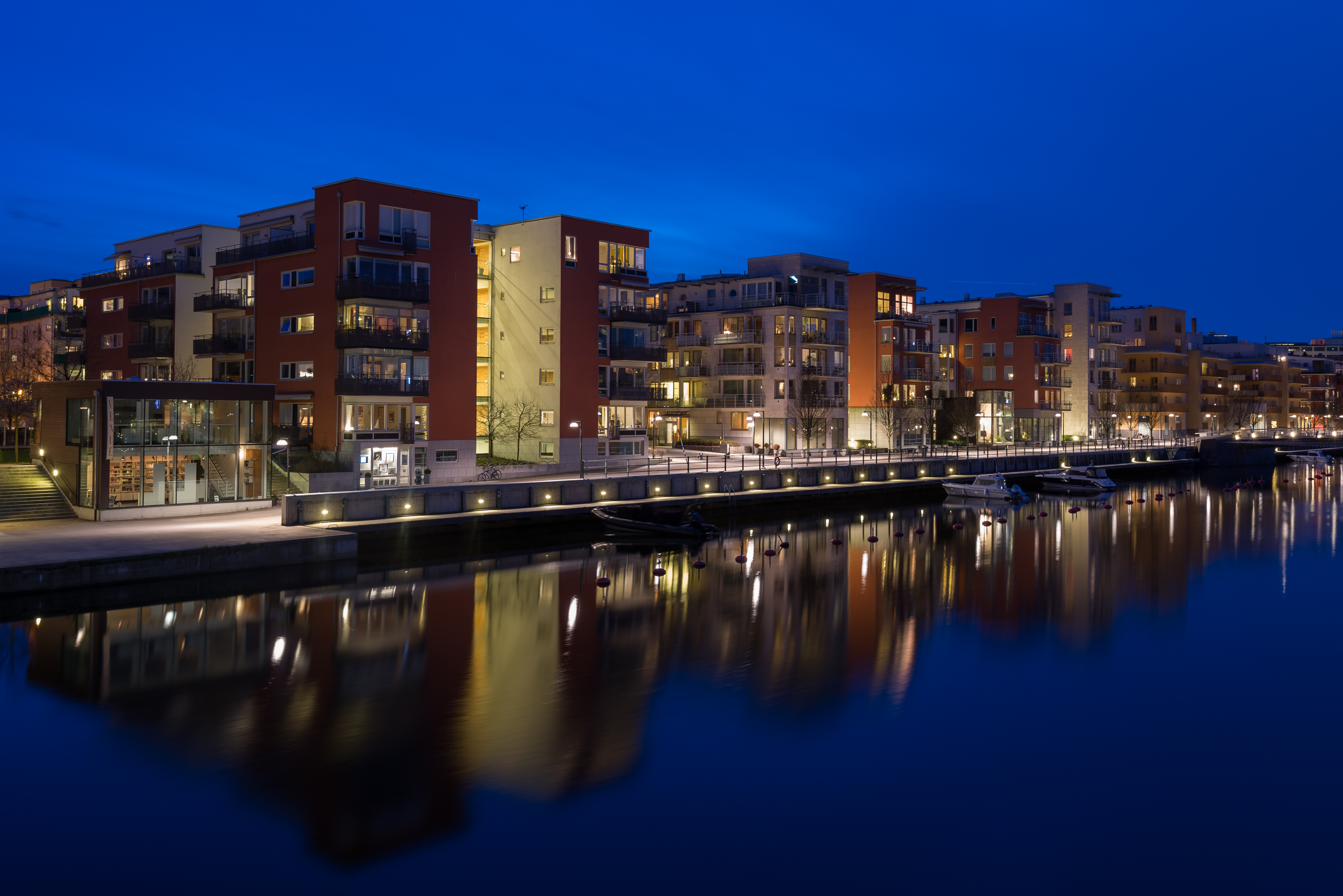
Bebyggelse längs kanalens södra sida.
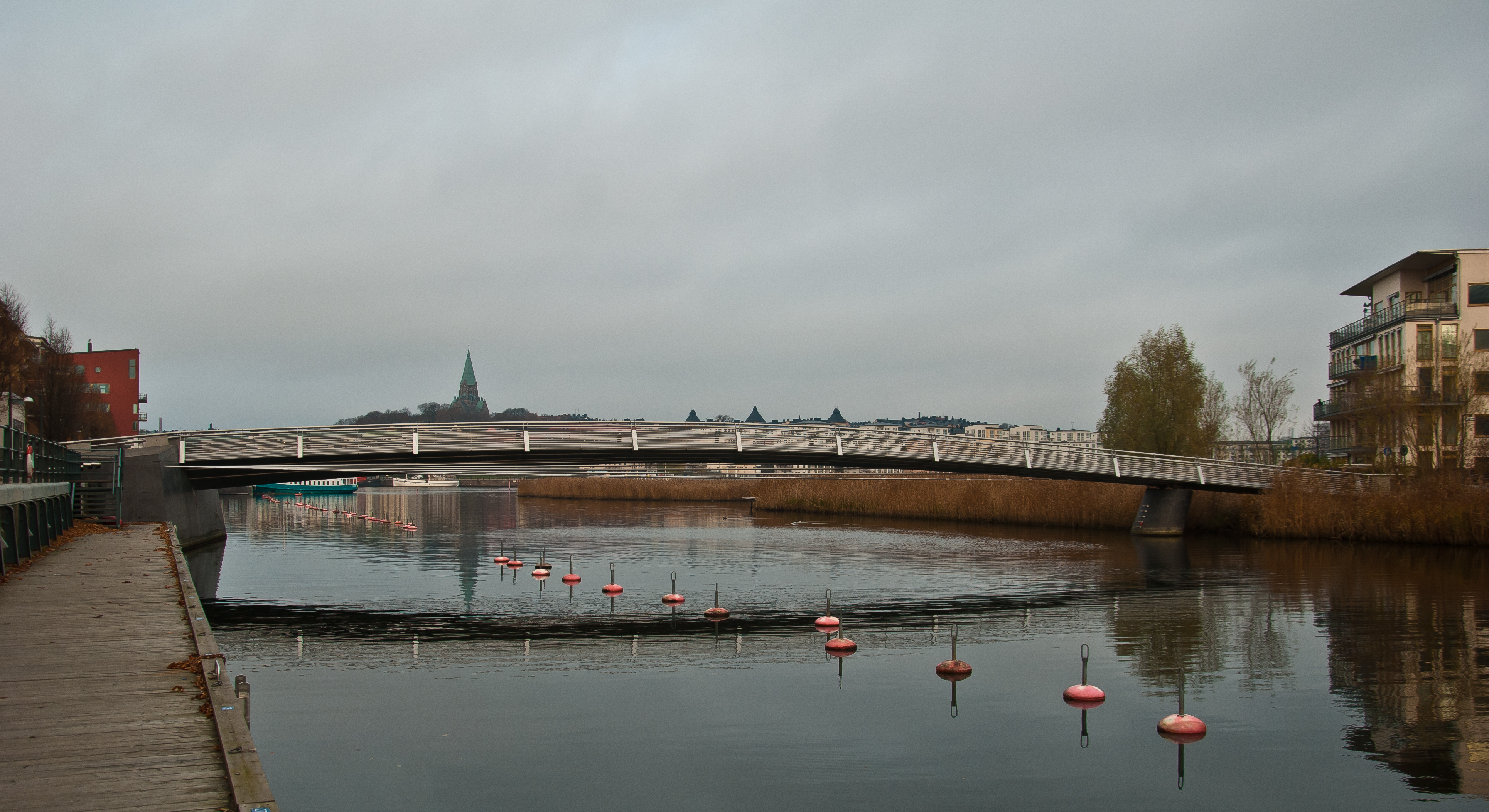
Vy mot väster.
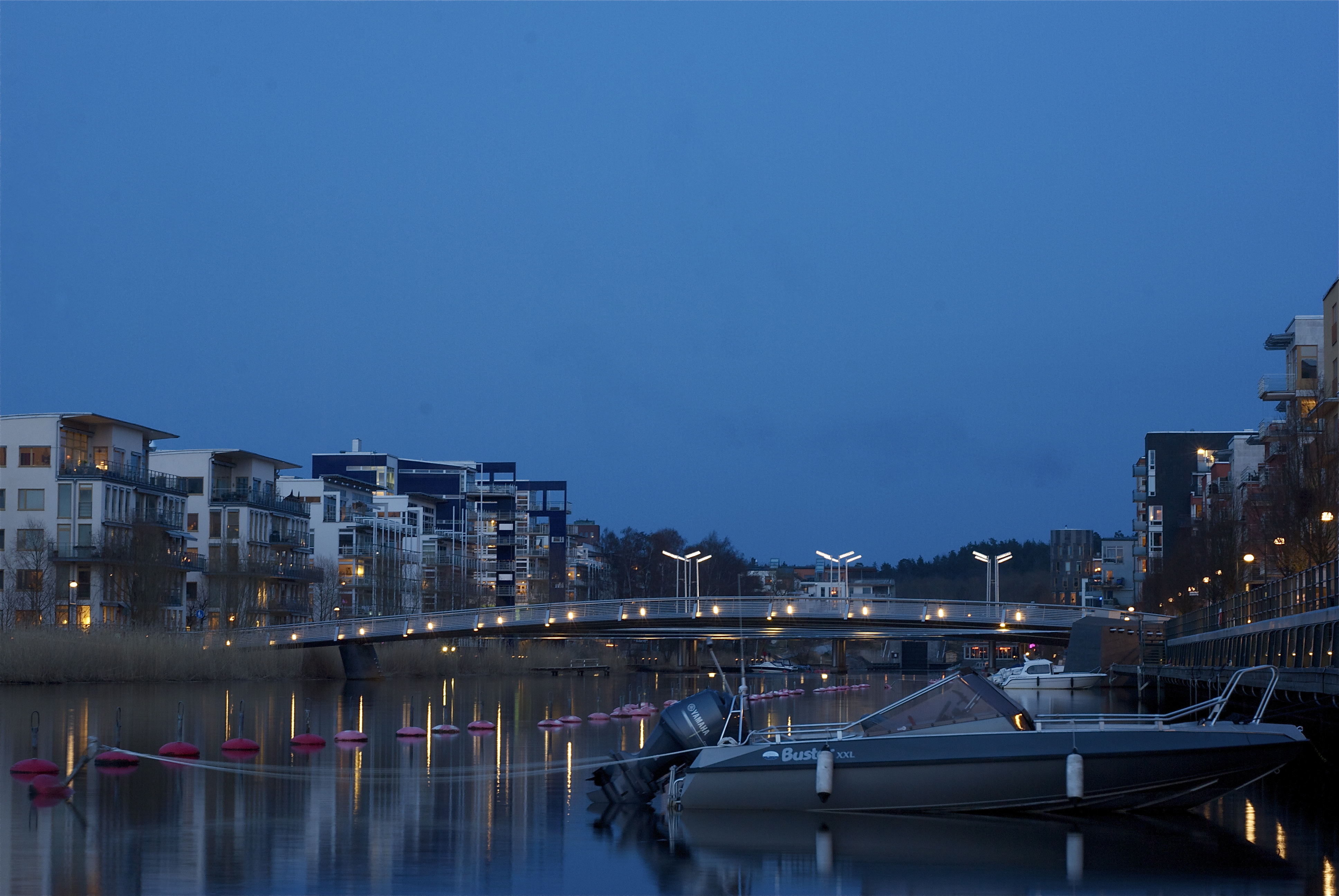
Kanalen på kvällen sedd från öster med Sicklauddsbron närmast.
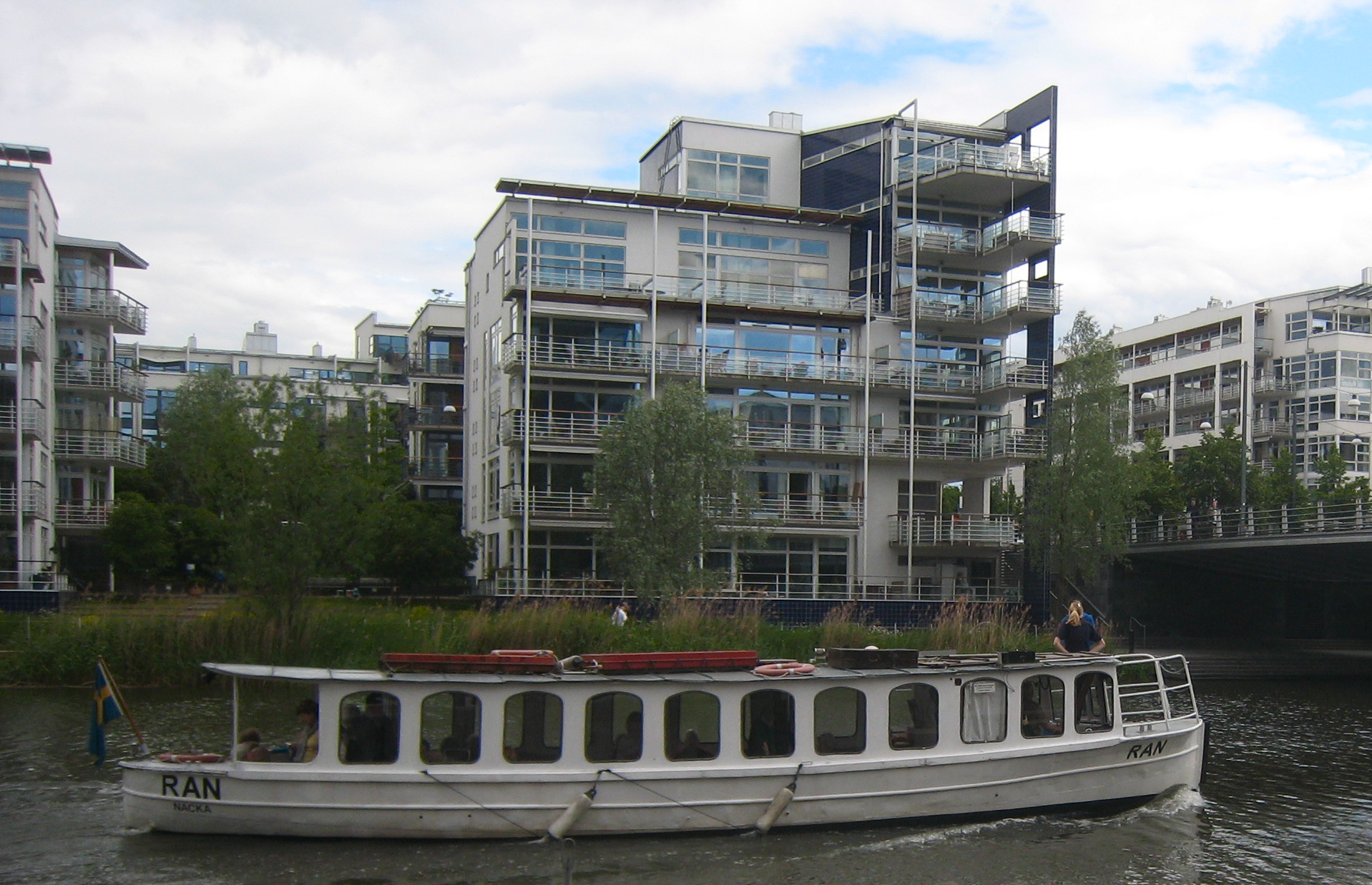
M/S Ran i Sickla kanal.